# William de Ste Mère-Église

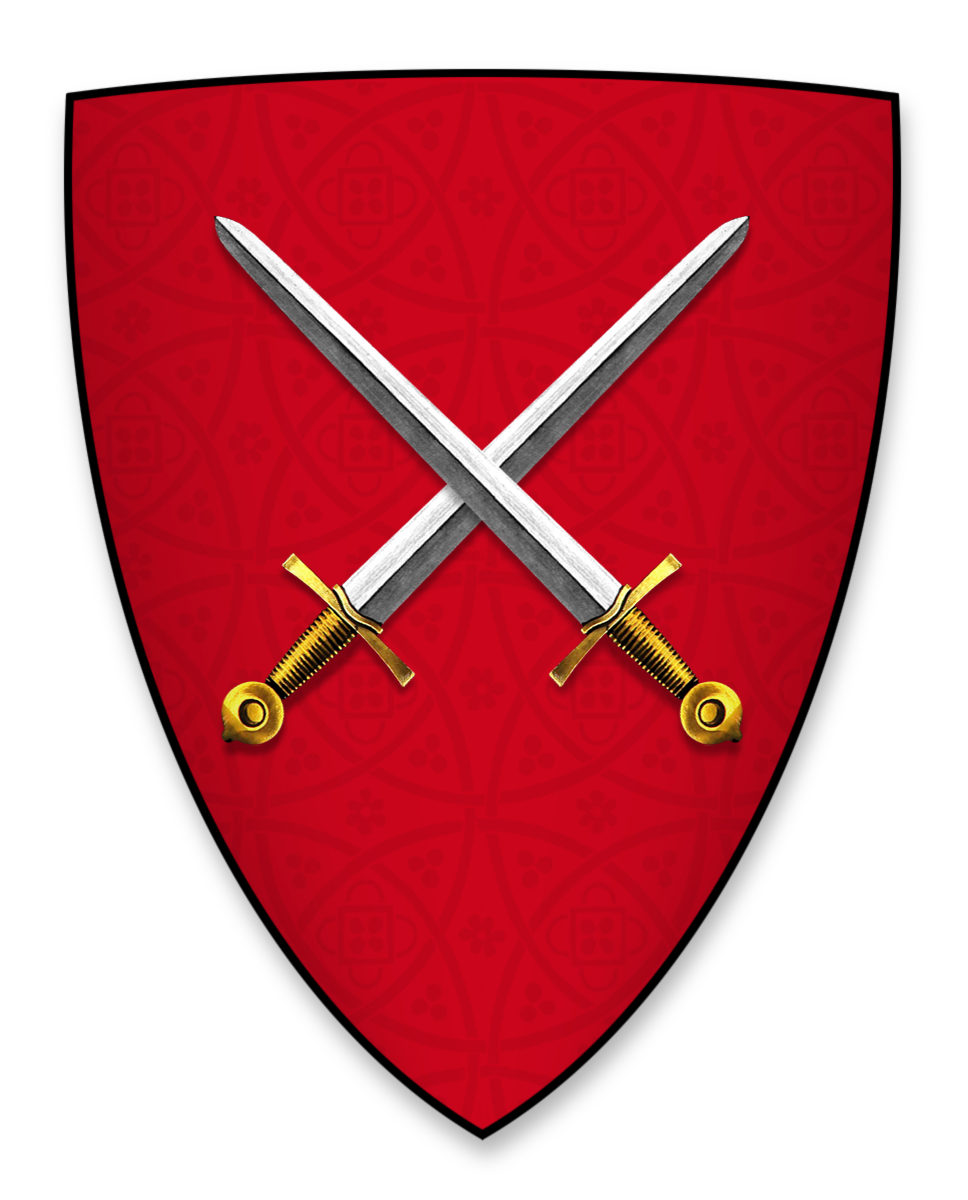
Wappen von Bischof William de Ste Mère-Église

William de Ste Mère-Église (auch William de Sanctae Mariae Ecclesia oder of St. Mary’s Church) († um 27. März 1224 in St Osyth Abbey, Essex) war ein anglonormannischer Beamter im Dienst der englischen Könige und Bischof der englischen Diözese London.

## Herkunft
William wurde nach Sainte-Mère-Église benannt, einem herzoglichen Gut in der Normandie, von dem er und seine Mutter 1195 eine königliche Pension erhielten. Seine Abstammung ist ungewiss, vielleicht war er mit William de Redvers, 5. Earl of Devon verwandt. Seine Familie hatte für William jedoch große Bedeutung. Vier weibliche Verwandte von ihm verheiratete er in England, und drei vermutlich mit ihm Verwandte beschaffte er Kanonikerstellen an der St Paul’s Cathedral in London.

## Aufstieg im Dienst von Heinrich II.
Vermutlich wurde William als Geistlicher ausgebildet, wobei er wahrscheinlich keine Universität besuchte, da er nie als Master bezeichnet wurde. Möglicherweise wurden ihm im Haushalt eines Bischofs in der Normandie die freien Künste gelehrt. Vor 1182 trat er als Beamter in den Dienst des englischen Königs Heinrich II., wo er vor 1183 im Schatzamt arbeitete. In den letzten Jahren der Herrschaft Heinrichs II. wurde er einer der vertrautesten Beamten des Königs und durfte sogar königliche Schreiben bezeugen. Vor 1188 bezeugte er dabei Ausgaben, die nicht vom Schatzamt, sondern aus einer Kasse des königlichen Haushalts beglichen wurden, dies gilt als ältester Hinweis auf eine solche Kasse. Als einflussreicher Beamter erhielt er Grundbesitz und kirchliche Pfründen, darunter eine Pfründe an der Kathedrale von Lincoln. Dazu belohnte ihn der König mit dem einträglichen Amt des Dekans der Stiftskirche von Mortain in der Normandie.

## Im Dienst von Richard Löwenherz
William begleitete Heinrich II. sowohl in England wie auch in dessen französischen Besitzungen. Ab 1187 war er mit dem König in Frankreich und gehörte zu dessen Gefolge, als dieser am 6. Juli 1189 starb. Obwohl sich Heinrichs Sohn und Erbe König Richard mit ihm überworfen hatte, nahm dieser den loyalen und fähigen William rasch in seinen Dienst. Zwei Monate nach dem Tod von Heinrich II. begleitete William Richard nach England. Er wurde rasch einer der vertrautesten Beamten des Königs. Richard übergab ihm schon bald Pfründen am York Minster und an der St Paul’s Cathedral sowie das angesehene Amt des Dekans der Stiftskirche St Martin’s-le-Grand in London. Wahrscheinlich legte William ein Kreuzzugsgelübde ab, doch begleitete er Richard bei dessen Kreuzzug jedoch nur bis Vézelay, wo er sich am 4. Juli 1190 vom König trennte. Was er in den nächsten drei Jahren machte, ist unbekannt. Er wird erst Ende März 1193 erwähnt, als er den auf der Rückreise vom Kreuzzug gefangen genommenen König in Deutschland besuchte. Dort traf er auf Bischof Hubert Walter, der auf der Rückreise vom Kreuzzug war und mit dem er zusammen nach England zurückkehrte. Dabei überbrachte William den Brief den Königs, in dem dieser Hubert Walter als neuen Erzbischof von Canterbury vorschlug. Nachdem Hubert Walter zum Erzbischof gewählt worden war, ernannte er William zum Archidiakon von Wiltshire, womit er auch eine Pfründe an der Kathedrale von Salisbury erhielt.
In einem Brief des Königs wird William als Gerichtsschreiber bezeichnet. Wenn er wirklich in der königlichen Kanzlei gearbeitet hat, dann nur kurzzeitig, denn schon kurz darauf war er an der Eintreibung des enormen Lösegelds beteiligt, das für die Freilassung Richards bezahlt werden musste. Dabei reiste er zwei oder vielleicht sogar dreimal nach Deutschland und gehörte schließlich im März 1194 zum Gefolge des freigelassenen Königs, als dieser nach England zurückkehrte. William blieb im Gefolge des Königs, bis dieser im Mai 1194 in seine französischen Besitzungen reiste. Er gehörte nun zu den wichtigsten Beamten von Hubert Walter, der inzwischen als Chief Justiciar des Königs diente. Dabei verwaltete er von 1194 bis 1195 die südenglischen Lehen, die Johann Ohneland, der Bruder des Königs, nach seiner gescheiterten Rebellion wieder abgeben musste. Damit gilt William neben Hugh Bardolf als der erste Beamte, der das Amt des Escheators, des Verwalters von heimgefallenen Lehen bekleidete. Dazu diente William als einer der beiden Richter, die sich mit den Rechtsfällen der englischen jüdischen Geldverleiher befassten. Als Richter nahm er dazu 1194 einmal, 1195 gelegentlich und 1196 regelmäßig am Hofgericht teil. In den folgenden Jahren wird er jedoch nur noch selten als Richter am Hofgericht erwähnt. Seine Hauptaufgabe war sein Dienst im Schatzamt, wo er ein hochgeachteter Beamter war. 1196 und 1197 gehörte er zum Gefolge des Königs in Frankreich. Zur Belohnung erhielt William weitere Pfründen, dabei ignorierte er das Verbot, mehrere Pfründen zugleich zu halten. Schließlich nominierte ihn König Richard als Bischof von London. Der König befahl, dass die Bischofswahl am 7. Dezember 1198 am Königshof in der Normandie stattfand. Am 23. Mai 1199 leistete William Erzbischof Hubert Walter sein Gehorsamsversprechen und wurde anschließend in Anwesenheit von dreizehn weiteren Bischöfen in der St Katherine’s Chapel in Westminster zum Bischof geweiht.

## Bischof unter König Johann

### Weiterer Dienst als Beamter und Ratgeber des Königs
Zu diesem Zeitpunkt war Richard bereits tot. Kurz nach seiner Weihe nahm William als Bischof am 27. Mai 1199 an der Krönung von König Johann teil. Trotz seines Amtes als Bischof übernahm William schon bald Aufgaben für den neuen König und wurde rasch auch für diesen zu einem seiner wichtigsten Ratgeber. Er nahm an zahlreichen Ratsversammlungen und im November 1200 an der Huldigung des schottischen Königs Wilhelm in Lincoln teil. Mehrfach gehörte er zum Gefolge des Königs in England, und 1203 reiste er mit Hubert Walter zum König in die Normandie. Ende März 1204 schickte ihn der König als Gesandten nach Deutschland und 1205 als Gesandten nach Schottland. Dazu diente William weiter im Schatzamt, beglaubigte königliche Briefe und prüfte Urkunden, ob diese vom König bestätigt werden sollten. Zahlreiche königliche Urkunden wurden dabei von ihm mit bezeugt. Der König, bei dem William in hoher Gunst stand, dankte ihm mit zahlreichen Geschenken an ihn und an seine Diözese.

### Wirken als Bischof von London
Als Bischof nahm William am 19. September an einem Konzil der Kirchenprovinz Canterbury teil, das Erzbischof Hubert Walter nach Westminster einberufen hatte. Er konnte den Rang des Londoner Bischofs erhöhen, als er 1204 die päpstliche Bestätigung erhielt, dass der Bischof von London das Amt des Dekans für die Kirchenprovinz Canterbury innehatte. Während Abwesenheiten oder Krankheiten des Erzbischofs von Canterbury weihte er dreimal neue Bischöfe, darunter 1203 William de Blois, Bischof von Lincoln und 1206 Jocelin of Wells, Bischof von Bath. 1200 segnete er als Bischof den neu gewählten Abt von Westminster Abbey. Anscheinend leitete er trotz seiner häufigen Dienste für den König auch selbst die Verwaltung seiner Diözese, da aus seiner Amtszeit kein leitender Beamter bekannt ist. Zu seinem Kathedralkapitel hatte er ein gutes Verhältnis, selbst zu Petrus von Blois, dem Archidiakon von London, der William seine Abhandlung De amicitia Christiana überreichte. Dabei verschaffte William offenbar mehreren Verwandten von ihm Ämter im Kathedralkapitel. Mehrfach ernannte ihn Papst Innozenz III. zum beauftragten Richter für kirchliche Streitfälle.

### Rolle im Streit zwischen Papst und König
Nach dem Tod von Erzbischof Hubert Walter 1205 kam es wegen der Wahl eines Nachfolgers zu einem erbitterten Streit zwischen König Johann und Papst Innozenz. Als vertrauter Beamter des Königs und angesehener Bischof stand William zwischen den beiden Lagern, bis ihn der Papst 1207 zusammen mit den Bischöfen Eustace von Ely und Mauger von Worcester beauftragte, das Interdikt über England zu verhängen, wenn der König weiterhin nicht die Wahl von Stephen Langton zum neuen Erzbischof akzeptieren würde. Nach fast achtmonatigen erfolglosen Verhandlungen verkündeten die drei Bischöfe, die alle zuvor als königliche Beamte gedient hatten, widerstrebend am 24. März 1208 die Verhängung des Interdikts. Anschließend flüchteten sie nach Frankreich. Der erzürnte König ließ die Besitzungen der Diözese London beschlagnahmen. Im Sommer 1208 und zweimal im Jahr 1209 reiste William zu neuen Verhandlungen nach England, die jedoch ebenfalls ergebnislos blieben. Daraufhin exkommunizierte der Papst im November 1209 den König. Dennoch gab der König nicht nach, weshalb William mit fast allen anderen englischen Bischöfen weiter im Exil bleiben musste. 1212 reiste er zusammen mit Erzbischof Stephen Langton und Bischof Eustace von Ely nach Rom, angeblich um den Papst zu überzeugen, dass er dem französischen König erlauben solle, zum Schutz der englischen Kirche in England einzufallen. Angesichts des Drucks der Kirche unterwarf sich Johann schließlich dem Papst, und am 16. Juli 1213 konnten William und die anderen exilierten Bischöfe nach England zurückkehren. Der König konnte ihm offenbar rasch verzeihen und schenkte ihm schon bald Hirsche für einen neuen Jagdpark, den William anlegen ließ.

### Rolle im Krieg der Barone
Nach einem erfolglosen Feldzug nach Frankreich drohte 1214 eine Revolte der englischen Barone gegen den König. Um dieser zuvorkommen, legte Johann am 4. März 1215 in der St Paul’s Cathedral vor Bischof William ein Kreuzzugsgelübde ab, um damit als Kreuzfahrer unter dem Schutz der Kirche zu stehen. Dennoch musste der König im Juni 1215 in der Magna Carta der Adelsopposition weitreichende Zugeständnisse machen. Bischof William gehörte dabei zu den Ratgebern, die dem König zur Anerkennung der Magna Carta rieten. Im Juli 1215 gehörte William noch zu den acht Bischöfen, die in Oxford bei einem Treffen des Königs mit Vertretern der Barone dabei waren, als es um die Ausführung der Bestimmungen der Magna Carta ging. Wo William sich jedoch während des folgenden Ersten Kriegs der Barone gegen den König aufhielt, ist ungewiss. Möglicherweise nahm er am vierten Laterankonzil teil, denn am 29. September 1215 war er in Frankreich in Begleitung zweier weiterer Prälaten, die zum Konzil nach Rom reisten. Im Oktober 1216 und im April 1217 war er jedoch anscheinend in seiner englischen Diözese, wo er in Coggeshall Abbey residierte. Andererseits nahm er nach dem Tod von Johann im Oktober 1216 nicht an der Krönung von dessen Sohn Heinrich und der ersten großen Ratsversammlung unter dem neuen König im November 1216 in Gloucester teil. Erst nach dem Frieden von Lambeth, der den Krieg der Barone beendete, tritt William wieder politisch in Erscheinung. Auf seinen Rat hin bestätigt William Marshal, der Regent für den minderjährigen König, am 6. November 1217 in der St Paul’s Cathedral erneut die Magna Carta. Kurz darauf war Bischof William anwesend, als wieder das königliche Schatzamt geschaffen wurde, ebenso, als 1218 das neue königliche Siegel eingeführt wurde.

## Rücktritt und Tod
In den nächsten drei Jahren diente William weiter in der königlichen Verwaltung. Am 25. April 1220 bezeugte er noch eine königliche Urkunde, und am 5. Oktober wurde er vom Regentschaftsrat gebeten, mit dem walisischen Fürsten Llywelyn ab Iorwerth zu verhandeln. Aufgrund seines hohen Alters bat er kurz darauf den Papst, ihn von seinem Amt als Bischof zu entheben. Am 25. oder 26. Januar 1221 wurde er vom päpstlichen Legaten Pandulf von seinem Amt entbunden, durfte jedoch den Titel Bischof weiterführen. Dazu erhielt er jährlich £ 100 aus den Einkünften der Diözese für seinen Unterhalt. Auch die Verwaltung von Colchester Castle, die ihm 1218 vom Regentschaftsrat übertragen worden war, behielt er bis mindestens Dezember 1223. Einige Zeit nach seinem Rücktritt trat er Augustiner-Chorherr in die Abtei von St Osyth an der Ostküste von Essex ein. Dort ließ er eine Kapelle errichten, in der er begraben werden wollte. Er starb vermutlich am 27. März 1224 und wurde am nächsten Tag in St Osyth begraben.
Obwohl William als Bischof von London über Einkünfte von über £ 500 jährlich verfügte, machte er nur wenige kleinere Schenkungen an kirchliche Einrichtungen. Der Chronist Giraldus Cambrensis, der ihn zeitweise als Vertrauten und Gehilfen des unbeliebten Königs Johann angeprangert hatte, würdigte ihn bei seinem Tod als bedeutenden Bischof, der sich erfolgreich für die Rechte der Kirche eingesetzt hatte und aufgrund seines hohen Alters beispielhaft in Demut von seinem Amt zurückgetreten sei.